# Santa Vitória
Santa Vitória là một đô thị thuộc bang Minas Gerais, Brasil. Đô thị này có diện tích 3002,817 km², dân số năm 2007 là 15492 người, mật độ 5,4 người/km².